# 周德强
周德强（1941年9月—），男，江苏启东人，中华人民共和国政治人物，曾任邮电部副部长、信息产业部副部长，第十届全国政协委员。